# エム・テック
株式会社エム・テック（M.TEC CO., LTD.）は、かつて埼玉県さいたま市浦和区に本社を置き、総合建設業を扱っていた企業。

## 概要
1988年10月に設立。2000年代前半に埼玉県東松山市の大野工務所を買収し、実質的に支配していた。2009年に東証1部上場企業の老舗企業である勝村建設を吸収合併するなど、経営破綻した建設会社を買収していった。国土交通省などの省庁や埼玉県、東日本高速道路株式会社などからの受注を主としていた。PC構造物の製造主力工場として、埼玉本庄工場を稼働させていた。昨今は東日本大震災の復興工事に力を入れており、本業であった橋梁工事は下火であった。
東京都が発注した「平成28年度中潮橋撤去工事」において、京浜港長の許可を受けずに港内で工事を行った期間があった事が発覚。東京地方検察庁は2018年3月14日にエム・テックと現場代理人を港則法違反で起訴した。この影響で、エム・テックは多くの自治体から指名停止処分を受け、新規の公共工事の受注を受けることが不可能となった。このため、2018年10月1日に東京地方裁判所に民事再生法を申請、同日付で保全命令を受けた。
2018年10月4日に開催された債権者説明会が開かれ、株式会社冨士工が民事再生スポンサーになることが決定した。一方で創業者は債権者説明会には出席しなかった他、粉飾決算を行っていた疑いがあるという。
2018年10月5日に東京地方裁判所から民事再生手続開始決定を受けたが、冨士工とのスポンサー交渉が不調に終わったため、同年10月22日に東京地方裁判所から民事再生手続廃止決定を受けたと同時に、全国88箇所の工事契約は全て解除された。そして同年11月20日に東京地方裁判所から破産手続開始決定を受けた。
エム・テックは破産手続費用を支弁するのに不足することが認められたため、2021年9月22日に東京地方裁判所から破産手続廃止決定を受け、同年10月28日に法人格が消滅した。

## 本社所在地
本社
- 本社 - 埼玉県さいたま市浦和区高砂3-7-2
- 東京本社 - 東京都中央区京橋1-18-1 八重洲宝町ビル5F
- 東日本本社 - 宮城県仙台市青葉区中央3-4-12 いちご仙台中央ビル
- 北日本本社 - 岩手県盛岡市盛岡駅前15-16 SSビル4階
- 西日本本社 - 大阪府大阪市淀川区西中島5-2-5

支店
- 岩手支店 - 岩手県盛岡市盛岡駅前通15-16 SSビル
- 仙台支店 - 宮城県仙台市青葉区中央3-4-12 いちご仙台中央ビル
- 福島支店 - 福島県耶麻郡猪苗代町山潟字栃窪1022-2
- 山形支店 - 山形県山形市香澄町2-8-18 第7近宣ビル
- 宮古営業所 - 岩手県宮古市板屋3-3-31-1
- 新潟営業所 - 新潟県新潟市中央区笹口3-14-4
- 東京支店 - 東京都中央区京橋1-18-1 八重洲宝町ビル5F
- 水戸支店 - 茨城県水戸市宮町2-2-13
- 千葉支店 - 千葉県千葉市中央区栄町42-11
- 茨城営業所 - 茨城県筑西市大字深見125-1
- 関東支店 - 埼玉県さいたま市浦和区高砂3-7-2 浦和MTビル
- 長野支店 - 長野県長野市南長野南県町1041-3 新建新聞社第3ビル
- 群馬支店 - 群馬県前橋市上泉町273-3
- 坂戸事務所 - 埼玉県坂戸市大字横沼345-3
- 川越営業所 - 埼玉県川越市脇田本町11-2
- 越谷営業所 - 埼玉県越谷市北越谷5-1-7 藤コーポ東
- 新座営業所 - 埼玉県新座市中野1-8-5-102
- 本庄営業所 - 埼玉県本庄市いまい台2-47
- 中央区営業所 - 東京都中央区月島4-21-6 月島ハイツ
- 港区営業所 - 東京都港区赤坂8-10-37
- 静岡営業所 - 静岡県静岡市駿河区小黒2-12-3
- 名古屋支店 - 愛知県名古屋市中村区則武1-3-8 野村新名古屋ビル
- 岐阜営業所 - 岐阜県岐阜市清住町3-5 堀壱ビル5-A
- 近畿支店 - 大阪府大阪市淀川区西中島5-2-5 中島第2ビル
- 北陸支店 - 石川県金沢市吉原町ヨ97
- 奈良営業所 - 奈良県磯城郡田原本町千代1032-1
- 和歌山営業所 - 和歌山県和歌山市築港5-7-4
- 島根営業所 - 島根県出雲市西園町3396-29
- 広島支店 - 広島県東広島市八本松西2-9-2
- 山口営業所 - 山口県防府市大字浜方42-18
- 愛媛支店 - 愛媛県松山市三番町7-7-1 村上ビル
- 九州支店 - 福岡県福岡市博多区博多駅東1-9-5 フォーシーズ博多
- 長崎支店 - 長崎県長崎市元船町2-8 元船さくらビル7FC
- 熊本営業所 - 熊本県熊本市西区二本木2-7-2 ヴァルール熊本駅前
- 沖縄営業所 - 沖縄県那覇市おもろまち1-1-2 那覇新都心センタービル8F

## 実績
- さいたま市子ども総合センター
- 国立科学博物館改修
- 福岡海上遊歩道
- 上戸田地域交流センター